# Kim Tae-yun (Fußballspieler)
Kim Tae-yun (kor. 김태윤; * 25. Juli 1986) ist ein ehemaliger südkoreanischer Fußballspieler.

## Karriere
Kim Tae-yun erlernte das Fußballspielen in den Schulmannschaften der Hansol Elementary School sowie in der Pungsaeng School. Seinen ersten Vertrag unterschrieb er 2005 bei Seongnam Ilhwa. Das Fußballfranchise aus Seongnam spielte in der ersten südkoreanischen Liga, der K League. Von Februar 2008 bis September 2009 spielte er bei Gwangju Sangmu FC. Zu den Spielern des Vereins zählen südkoreanische Profifußballer, die ihren zweijährigen Militärdienst ableisten. Mit Seongnam gewann er 2010 die AFC Champions League. Das Finale gegen den iranischen Vertreter Zob Ahan Isfahan gewann man mit 3:1. 2011 gewann er mit Seongnam den Korean FA Cup. Das Endspiel gegen die Suwon Samsung Bluewings gewann man mit 1:0. Nach Vertragsende in Seongnam wechselte er Anfang 2012 zum Ligakonkurrenten Incheon United nach Incheon. Nach Thailand zog es ihn Anfang 2014. Hier unterschrieb er einen Vertrag beim Samut Songkhram FC. Der Verein aus Samut Songkhram spielte in der ersten Liga des Landes, der Thai Premier League. Am Ende der Saison musste er mit Samut in die zweite Liga absteigen. Für Samut absolvierte er 18 Erstligaspiele. Nach dem Abstieg ging er wieder zu seinem ehemaligen Verein Seongnam FC. Am Ende der Saison 2016 stieg er mit Seongnam in die zweite Liga ab. Mit dem Verein spielte er noch ein Jahr in der zweiten Liga. 2018 verpflichtete ihn Ligakonkurrent Gwangju FC aus Gwangju. Bei Gwangju stand er bis Ende 2020 unter Vertrag.
Am 1. Januar 2021 beendete er seine Karriere als Fußballspieler.

## Erfolge
Seongnam Ilhwa
- AFC Champions League: 2010
- Korean FA Cup: 2011